# 沼生繁缕
沼生繁缕（学名：Stellaria palustris）是石竹科繁缕属的植物。分布在欧洲、哈萨克斯坦、日本、蒙古、伊朗、俄罗斯以及中国大陆的云南、陕西、四川、山西、黑龙江、甘肃、内蒙古、河南、辽宁、山东、河北等地，生长于海拔1,000米至3,600米的地区，多生在山坡草地及山谷疏林地，目前尚未由人工引种栽培。

## 别名
沼泽繁缕（秦岭植物志） 沼繁缕（植物研究）

## 异名
- Stellaria hsinganensis Kitag.